# Albert de Prusse (1837-1906)
Frédéric-Guillaume-Nicolas-Albert de Prusse (né le 8 mai 1837 à Berlin) et mort le 13 septembre 1906  au château de Kamenz à Kamenz en province de Silésie) est un prince de la maison de Hohenzollern. En 1885, il est nommé par l'empereur régent du Duché de Brunswick.

## Biographie

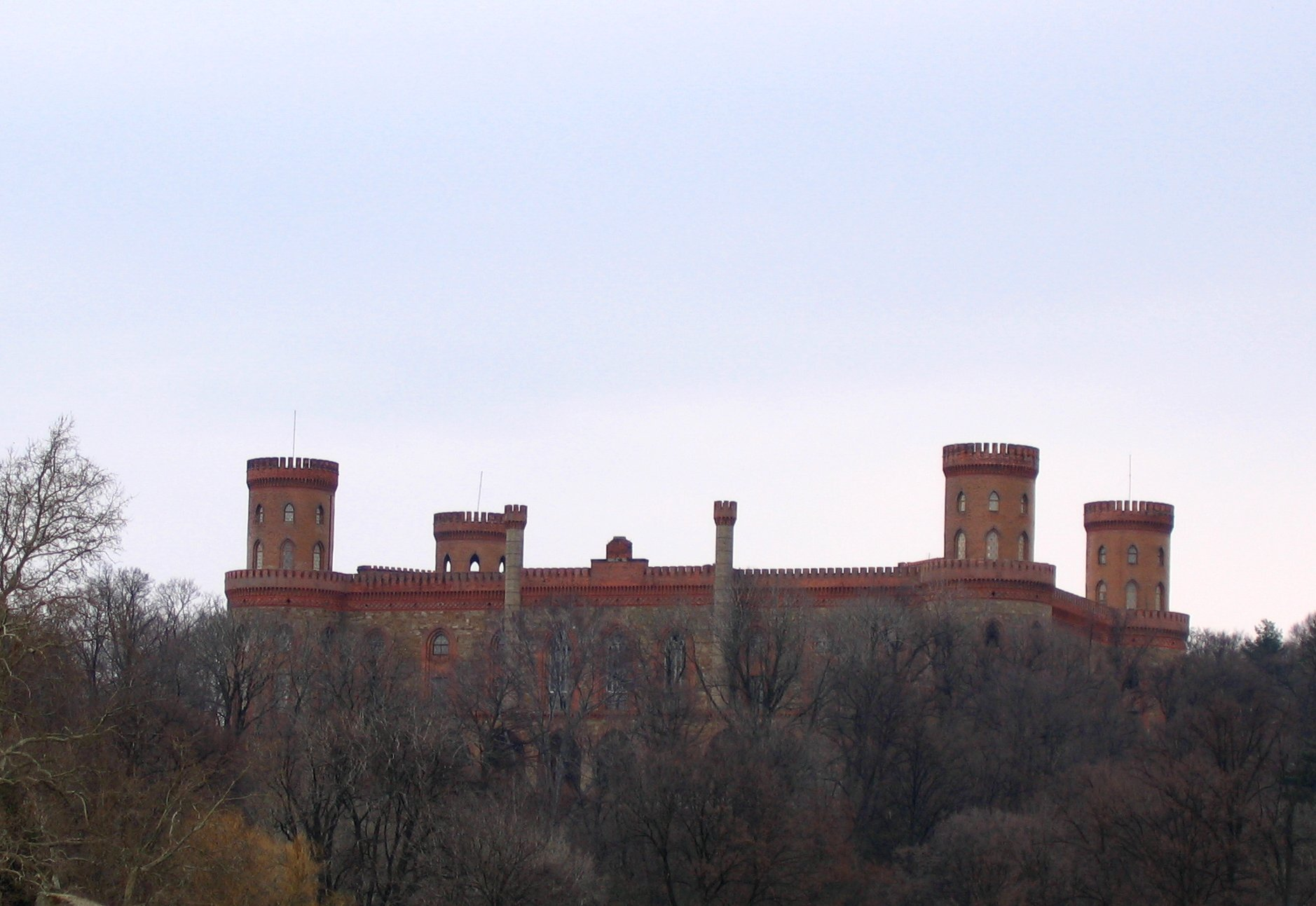
Vue du château de Kamenz

Comme ses sœurs, Albert de Prusse naît au château de Kamenz, l'une des propriétés de sa mère.
Neveu de l'empereur Allemand Guillaume Ier, le prince est le fils du prince Albert de Prusse et de la princesse Marianne d'Orange-Nassau, fille du roi Guillaume Ier des Pays-Bas. Après un mariage tumultueux entaché d'adultère des deux parties, la fuite de la princesse Marianne avec son amant et la naissance d'un fils illégitime, ses parents reçoivent du roi, leur frère et beau-frère aux prises avec la révolution, l'autorisation de divorcer.  La princesse Marianne est exclue de sa belle-famille et de sa famille.
Elle se remarie avec son amant en 1849 en Italie. Le père du prince Albert, nommé également Albert, se remarie lui aussi quelques années plus tard et aura deux fils. ce mariage étant morganatique, il est lui aussi exclu de la famille royale. Il n'en reste pas moins un officier prussien qui se distinguera pendant les guerres des années soixante et soixante-dix.
L'Allemagne est unifiée sous l'égide de la Maison de Hohenzollern et l'oncle du prince Albert, Guillaume Ier, vainqueur sur tous les fronts, est proclamé Empereur d'Alelmagne dans la Galerie des glaces du château de Versailles, en janvier 1871. L'Empire allemand s'étend alors de Metz à Memel et à Breslau.
Le 9 avril 1873, le prince épouse la princesse Marie de Saxe-Altenbourg, fille unique du duc Ernest Ier de Saxe-Altenbourg et d'Agnès d'Anhalt-Dessau. Pour l'occasion, sa mère lui offre le château de Kamenz où il est né et a passé ses premières années.
De son union sont issus trois fils :
- Frédéric-Henri de Prusse (Hanovre 15 juillet 1874-13 novembre 1940 château de Kamenz) sans postérité
- Joachim-Albert de Prusse (Hanovre 27 septembre 1876-24 octobre 1939), il épouse à Ischl le 3 septembre 1919 Marie Blich-Sulzer, le mariage n'est pas reconnu par la famille. Il épouse en secondes noces Caroline Stockhammer, le 9 octobre 1920 à Vienne (Autriche), dont il divorce en 1936, sans postérité.
- Frédéric-Guillaume de Prusse (château de Kamenz 12 juillet 1880-9 mars 1925 Weisser Hirsch), il épouse le 8 juin 1910 à Potsdam la princesse Agathe de Hohenlohe-Schillingsfürst d'où quatre filles :
  - Marie-Thérèse de Prusse (1911-2005), épouse Rudolf Hug en 1932, dont postérité
  - Louise-Henriette de Prusse (1912-1973), épouse Wilhelm Schmalz en 1936, dont postérité
  - Marianne de Prusse (1913-1983), épouse le landgrave Guillaume de Hesse-Philippsthal-Barchfeld (1905-1942) en 1933, dont postérité
  - Élisabeth de Prusse (1919-1961), épouse Heinz Mees en 1948

En 1884 meurt le dernier duc de Brunswick, pays enclavé dans le royaume de Prusse. L'héritier du duché est le prince Ernest-Auguste de Hanovre fils de l'ex-roi Georges V de Hanovre, mais celui-ci est ouvertement opposé aux Hohenzollern depuis 1866, date à laquelle son royaume a été annexé par la Prusse. De plus, il a épousé une princesse de Danemark. Or la famille royale danoise depuis la Guerre des duchés de 1864 est vigoureusement anti-prussienne.
L'empereur s'oppose à l’avènement du prince hanovrien au trône de Brunswick. Il nomme d'autorité son neveu régent du duché, jusqu'à ce qu'un accord soit trouvé avec la Maison de Hanovre. Albert administre le duché jusqu'à sa mort en 1906.